# Christian Weber (Unternehmer)
Christian Weber (* 4. Februar 1840 in Limbach-Altstadt; † 21. November 1939 in Heidelberg) war ein deutscher Kaufmann und Gründer der Karlsberg-Brauerei.

## Leben
Christian Weber wurde als Sohn des Johann Peter Friedrich Weber und dessen Ehefrau Charlotte Bach geboren, die Besitzer eines ansehnlichen Hofgutes waren. 
1872 heiratete er Maria Luise Ritter aus Oberhausen (Sickinger Höhe), mit der er sieben Kinder hatte, darunter Richard (1876–1946), der 1910 in das väterliche Geschäft einstieg und später sein Nachfolger wurde.
Nach seiner Schulausbildung absolvierte Christian eine Lehre in der Lebensmittelhandlung Heinrich Scharpff in Homburg und übernahm 1864 dessen Geschäft. 1878 ersteigerte er auf Drängen von Homburger Geschäftsleuten von der Brauerei „Jacoby“ deren Brauanlagen, Brunnen und Immobilien und gründete die „Bayerische Bierbrauerei zum Karlsberg, von Christian Weber“, die spätere Karlsberg-Brauerei.
In den Jahren von 1883 bis 1886 wurde ein neues Brauhaus errichtet. Der Betrieb expandierte im Saargebiet und der Warenexport wurde nach Lothringen und Luxemburg ausgedehnt. 
Am 18. Januar 1897 wurde das Unternehmen in eine Aktiengesellschaft umgewandelt. Das Grundkapital belief sich auf 1,1 Millionen Reichsmark in Aktien und 450.000 Reichsmark in Obligationen. Weber hielt als Hauptaktionär 98 % der gesamten Einlagen.
1912 zog sich Weber vorübergehend aus der Geschäftsführung zurück und nahm kurz nach Kriegsbeginn 1914 seine Tätigkeiten wieder auf. 
1930/1931 wurde ein neues Sudhaus errichtet; das Unternehmen expandierte weiter.
1937 wurde die Aktiengesellschaft in eine Kommanditgesellschaft mit persönlich haftendem Gesellschafter (Richard Weber als alleiniger geschäftsführender Gesellschafter) umgewandelt.
1938 feierte das Unternehmen den Rekordausstoß von 150.000 Hektolitern Bier. 
Mit Beginn des Zweiten Weltkrieges wurde Christian Weber in Anbetracht seines hohen Alters von Homburg nach Heidelberg evakuiert, wo er drei Monate vor seinem 100. Geburtstag verstarb.

## Auszeichnungen
- 1935 Ehrenbürger von Homburg
- 1937 Goldene Verdienstmedaille des Pfälzischen Industriellenverbands

## Sonstiges
Im Homburg wurde der Christian-Weber-Platz nach ihm benannt. Zum 50. Betriebsjubiläum 1928 wurde die Christian-Weber-Stiftung gegründet, die sich um Mitarbeiter in sozialen Notlagen kümmert.